# Стерінг Колгейт
Стірлінг Очінклосс Колгейт ( [ˈkoʊlɡeɪt] ; 14 листопада 1925 — 1 грудня 2013) — американський фізик із Національної лабораторії Лос-Аламоса та почесний професор фізики, колишній президент Нью-Мексико Інституту гірничої справи та Technology (New Mexico Tech) з 1965 по 1974 рік,   і нащадок сімейства зубних паст Colgate .  Він був прем'єр-міністром Америки  діагност термоядерної зброї в перші роки в Ліверморській національній лабораторії Лоуренса в Каліфорнії. Незважаючи на те, що більша частина його участі у фізиці все ще є засекреченою, він зробив багато внесків у відкриту літературу, включаючи фізичну освіту та астрофізику . 

## Молодість і освіта
Колгейт народився в Нью-Йорку в 1925 році в родині Генрі Окінклосса та Жанетт Тербер (уроджена Прюйн) Колгейт.  Він навчався в школі Лос-Аламос Ранч до 1942 року, коли військова делегація разом із Робертом Оппенгеймером і Ернестом О. Лоуренсом вирішила закрити школу. Потім Колгейт та інші в класі були закінчені без попередження. Наступного року він відвідав Корнельський університет, щоб вивчати електротехніку.У 1944 році Колгейт вступив на службу в торговельний флот . Після атомного бомбардування Хіросіми, Японія, капітан корабля Colgate, на якому служив, закликав Colgate «розповісти нам, що це означає».  На той час те, що він пояснював, було суворо конфіденційним, особливо опис ядерного поділу .
Після звільнення в 1946 році Колгейт повернувся до Корнельського університету, де отримав ступінь бакалавра наук у 1948 році та докторську ступінь у галузі ядерної фізики у 1951 році, а потім обійняв посаду аспіранта в Берклі .

## Розробка водневої бомби
У 1952 році він перейшов до Ліверморської національної лабораторії імені Лоуренса . Лабораторія була нещодавно створена Едвардом Теллером за підтримки ВПС Сполучених Штатів, щоб конкурувати з дослідженнями зброї в Лос-Аламосі . З метою розробки водневої бомби Теллер доручив Colgate проводити діагностичні вимірювання для своїх ядерних випробувань.Колгейт вивчав радіоактивні продукти вибуху, які були вилучені з атмосфери спеціально розробленими літаками. Його другою роботою було вимірювання діапазону енергії нейтронів і високочастотних гамма-променів, створених під час ядерних випробувань.
Робота Колгейта вимагала від нього перемішуватися між Лівермором і Лос-Аламосом . Під час однієї поїздки в Лос-Аламос він зустрів Субрахманьяна Чандрасекара, з яким знову працював майже через десять років.У 1950-х роках Колгейт керував тисячами під час випробувань Браво, першої термоядерної бомби, яка була схожа на його попередні роботи, включаючи проект аналізу атмосфери Ashcan . Після успіху детонації Теллер заохотив Колгейт розпочати дослідження термоядерного синтезу та фізики плазми .

## Пізніша кар'єра

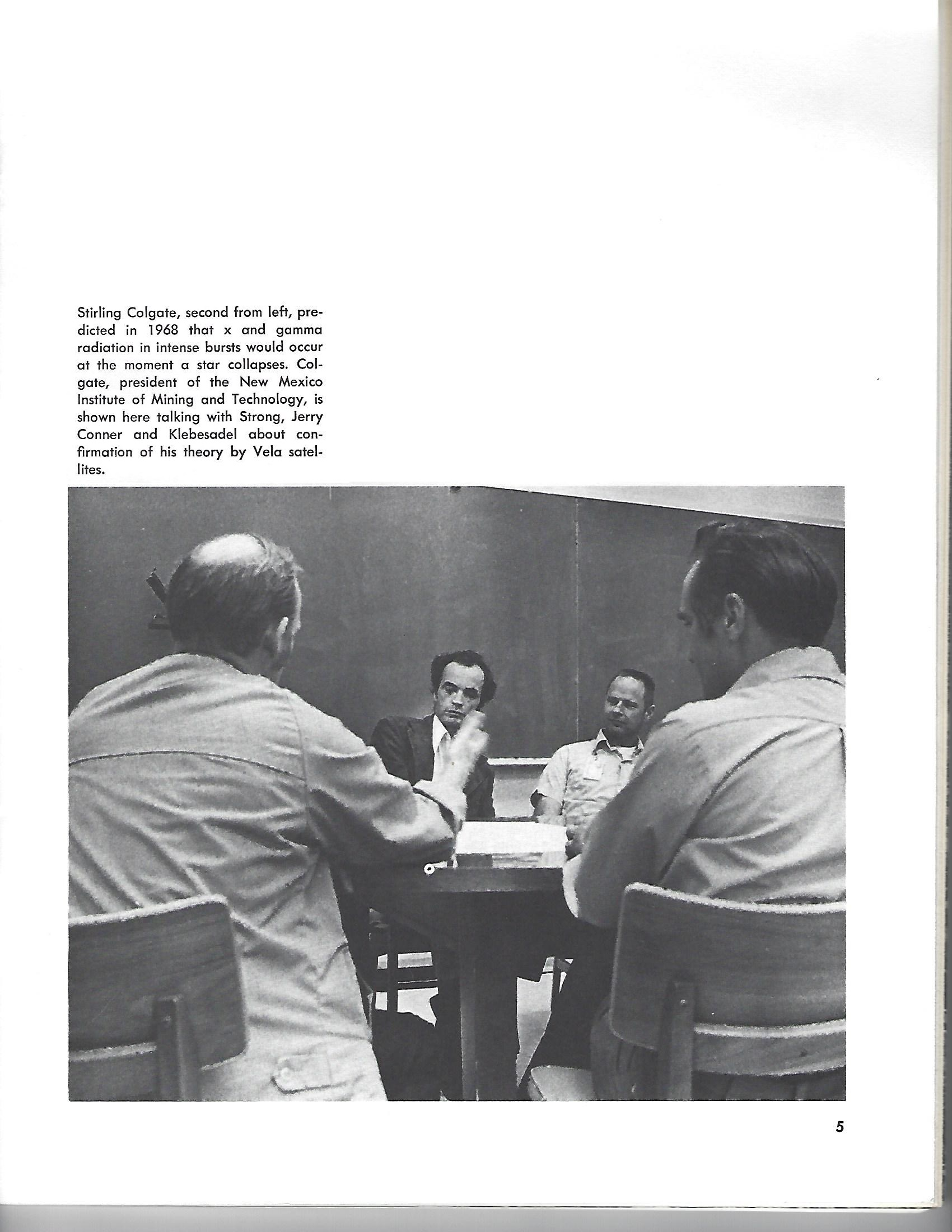
Зображення доктора Стерінга Колгейта на зустрічі LASL

У 1956 році Колгейт і його колега Монтгомері Х. Джонсон були найняті для дослідження радіації та уламків, які виникли в результаті вибуху водневої бомби в космосі. Вони зрозуміли, що рентгенівське та гамма- випромінювання наднових також може запускати супутники, призначені для виявлення вибухів водневих бомб.
Дослідження Колгейтом наднових під час цього дослідження розпалило його інтерес до астрофізики. Перші спроби Колгейта та Джонсона зрозуміти механізм виникнення наднової зірки почалися з визначення справжньої причини спалаху. Вони припустили, що « ударна хвиля від відскоку від ядра розбивається об ядерний попіл, що різко падає всередину через дію сили тяжіння». Ударна хвиля переверне цю речовину, нагріє її, спричинивши наднову.  Однак це виявилося неправильним, оскільки Річард Х. Уайт використовував комп’ютерне моделювання, щоб показати, що ударна хвиля не буде достатньо сильною, щоб викликати подію. Колгейт і Уайт почали розробляти моделі зірок на межі колапсу. Уайт написав комп’ютерну програму, яка поєднує програмне забезпечення, що використовується для проектування бомб, із рівняннями стану зірки.  У дискусіях з другом Колгейт виявив, що нейтрино можуть розвивати тиск виродження . Цей тиск допоміг ударній хвилі здувати зовнішні оболонки зірки, що закінчується, залишаючи позаду нейтронну зірку . Хоча це дослідження допомогло підтвердити роботу Чандрасекара щодо обмежень, нейтронні зірки все ще були суто гіпотетичними.
У 1959 році за порадою Лос-Аламосської та Ліверморської національних лабораторій Державний департамент найняв Колгейта науковим консультантом на переговорах щодо заборони ядерних випробувань у Женеві. Саме тут він запропонував виявити ядерні випробування за допомогою супутників-розвідників, зокрема супутників Vela .   Однак він також підняв питання про можливість помилкових тривог, викликаних надновими. Незважаючи на те, що Теллер заохочував стежити за детонацією 50-мегатонної бомби «Цар », яку щойно підірвав Радянський Союз, Колгейт вирішив продовжити свої попередні дослідження наднових.
У 1966 році його дослідження з Джонсоном і Уайтом нарешті з'явилися в статті, ретельно відредагованій Чандрасекаром .З початку 1965 року  до кінця 1974 року Колгейт обіймав посаду президента компанії New Mexico Tech у Сокорро, штат Нью-Мексико.  Там він проводив дослідницькі програми з астрофізики та фізики атмосфери, а також очолював коледж.
Багато його проектів мали яскраві назви, навіяні експериментальними конфігураціями та цілями. Деякі з них включали DigAs (пошук ранніх наднових у галактиках за допомогою телескопа з дистанційним керуванням у режимі реального часу з використанням великого комп’ютера IBM 360-44 через цифровий мікрохвильовий зв’язок із кампусу Технічного університету Нью-Мексико до шкільної лабораторії Ленгмюра ) (див. PBS Епізод NOVA «Смерть зірки», 1987, ~ 8 хвилин), презерватив Пола Буньяна (він же PBC — довга пластикова трубка, яка надувається двигуном/пропелером бомбардувальника B-26, що викачує заряджений дим у грозову хмару), і SNORT (спостережний радіотелескоп наднової — пошук радіочастотних сигналів, викликаних дисперсійним середовищем між приймачем і віддаленою надновою).
З 1975 року до своєї смерті Колгейт працював у Національній лабораторії Лос-Аламоса (LANL) і був почесним професором Технічного університету Нью-Мехіко. Він продовжив дослідження наднових і отримав у 2006 році медаль Лос-Аламоса від LANL. Колгейт мав спеціально розроблену лабораторію в університетському містечку Нью-Мехіко, де він продовжував свої дослідження до середини 2013 року, коли припинив роботу через погіршення здоров’я. 
У 1984 році Колгейт став співзасновником Інституту Санта-Фе . 